# 笠間和典
笠間 和典（かさま かずのり、1965年3月29日 - ）は、群馬県出身の消化器外科医。
医療法人社団 あんしん会 四谷メディカルキューブ減量・糖尿病外科センター長
日本における、減量・代謝改善手術術者のパイオニア
- 国際肥満代謝外科連盟 アジア太平洋部会理事長

- アジア太平洋肥満代謝外科学会 前理事長

- 日本内視鏡外科学会 理事・国際委員長・教育委員（肥満外科・腹腔鏡下縫合結紮講習担当）

- 日本肥満症治療学会 理事

- 日本外科学会専門医・指導医

- 日本内視鏡外科学会技術認定医

- 日本消化器外科学会認定医

- 麻酔科標榜医

- アメリカ外科学会正会員（Fellow of American College of Surgeons）

- ベネズエラ肥満代謝外科学会名誉会員

- 中国肥満代謝外科学会名誉会員

- インドネシア内視鏡外科学会名誉会員

| 術 式 | LRYGB | LSG | LSGB | LAGB | BIB | Spatz3 | ESG | 合 計 |
| ----- | ----- | --- | ---- | ---- | --- | ------ | --- | ----- |
| 件 数 | 225   | 921 | 290  | 69   | 6   | 111    | 2   | 1624  |

## 経歴

### 生い立ち〜学生時代
執筆中

## 略歴
- 1965年 - 群馬県生まれる。
- 1990年 - 群馬大学医学部卒業。群馬大学麻酔蘇生科。
- 1993年 - 大阪大学特殊救急部。
- 1994年 - 亀田総合病院外科 加納宣康に師事し、腹腔鏡下手術を始める。
- 2000年 - 三省会堀江病院 外科。
- 2002年 - 日本で初めて病的肥満患者に対する完全腹腔鏡下手術で、減量手術（胃バイパス術）を行う。
- 2005年 - 日本で初めて腹腔鏡下スリーブ状胃切除術（laparoscopic sleeve gastrectomy；LSG）を行う。
- 2005年 - 日本では2番目となる腹腔鏡下調節性胃バンディング術（laparoscopic adjustable gastric banding；LAGB）、内視鏡的胃内バルーン留置術を行う
- 2006年6月 - 四谷メディカルキューブ きずの小さな手術センター減量外科部長として就任。
- 2006年 - 日本では初めて胆膵路バイパス / 十二指腸スイッチ術 （laparoscopic biliopancreatic diversion with duodenal switch；BPD/DS)
- 2007年 - 世界で初めて腹腔鏡下スリーブバイパス術(laparoscopic sleeve gastrectomy with duodenal-jejunal bypass；LSG/DJB)
- 2011年 - 四谷メディカルキューブ 減量・糖尿病外科センター化に伴い、センター長就任。
- 2012年 - 日本の外科医として初めて、日本から米国のライブトランスミッション手術（日本で手術して、ライブで米国の学会場に手術を供覧する）を成功させる。

　　　　　　その後、世界中でライブ手術をおこない、海外でのライブ手術は現在までに14カ国38回にものぼり、
　　　　　　海外でのライブ手術の経験が最も多い日本人内視鏡外科医であり、日本内視鏡外科学会 国際委員長を務めている。
- 2016年 - 日本で初めて内視鏡的調節性胃内バルーン留置術を行う

　腹腔鏡下に行う病的肥満者（原則BMI（ボディマス指数）30以上で、肥満に伴う健康障害（2型糖尿病、睡眠時無呼吸症候群、高血圧、脂質異常症など）を患っており、内科治療により十分な効果が得られない場合、おおむね18歳以上65歳以下）に対する減量手術治療の日本およびアジアの先駆者的存在。
　減量手術後には、糖尿病、高血圧、睡眠時無呼吸症候群、脂質異常症などの生活習慣病の寛解や改善が認められ、生活の質の改善や経済的メリットも証明されている。
　ただし、2016年1月現在、腹腔鏡下スリーブ状胃切除術が保険適用である以外、手術費は自己負担であり健康保険は適用されない。
　手術の際は、一針入魂を心掛けている。
　趣味は極真空手（二段）、サーフィン、ブラジリアン柔術、愛犬の散歩など

## 家庭
執筆中

## メディア出演

### テレビ
- 世界のスーパードクター13（TBS、2010年9月27日放送）
- クローズアップ現代（NHK、2012年11月12日放送）-糖尿病を手術で治す
- ホンマでっか！？ TV（フジテレビ、2014年1月23日放送）
- 別冊アサ秘ジャーナル（TBS、2016年3月27日放送）
- ザ！世界仰天ニュース（日本テレビ、2017年9月5日放送）-「果たして人間はこんなに痩せられるものか？」医療監修
- ZIP！（日本テレビ、2017年11月10日放送）
- めざましテレビ（フジテレビ、2017年11月10日放送）
- ビビット（TBS、2017年11月10日放送）
- ゆうがたサテライト（テレビ東京、2017年11月14日放送）-5時のクリニック「糖尿病」
- 出川哲郎の病院の歩き方（フジテレビ、2018年8月3日放送）

### web
- 肥満症、笠間和典医師に聞く（上）＝減量外科手術、糖尿病にも期待（時事メディカル、2016年3月１６日掲載）
- ・肥満症、笠間和典医師に聞く（下）＝減量外科手術、糖尿病にも期待（時事メディカル、2016年3月１６日掲載）
- 減量手術のパイオニア―笠間和典医師｜一流に学ぶ(時事メディカル、2018年4月19日掲載）

### 新聞
- 糖尿病治療のいま（４）減量手術 胃の大半切除（読売新聞、2017年12月1日掲載）
- 減量手術の総本山 糖尿病歴10年未満なら約9割が寛解（日刊ゲンダイ、2017年１２月19日掲載）

### 雑誌
- けんいちVol.21（ベースボールマガジン社、2019年6月25日掲載）-肥満・メタボ・肥満症 解消大作戦！

### ラジオ
- 杏林シンポジア（ラジオNIKKEI第１、2020年6月15日放送）

## 著書・論文

### 主要論文
執筆中

### 著書
執筆中